# Municipio de Franklin (condado de Grant, Indiana)
El municipio de Franklin (en inglés: Franklin Township) es un municipio ubicado en el condado de Grant en el estado estadounidense de Indiana. En el año 2010 tenía una población de 7211 habitantes y una densidad poblacional de 77,2 personas por km².

## Geografía
El municipio de Franklin se encuentra ubicado en las coordenadas 40°31′22″N 85°43′51″O / 40.52278, -85.73083. Según la Oficina del Censo de los Estados Unidos, el municipio tiene una superficie total de 93.41 km², de la cual 93.39 km² corresponden a tierra firme y (0.02%) 0.02 km² es agua.

## Demografía
Según el censo de 2010, había 7211 personas residiendo en el municipio de Franklin. La densidad de población era de 77,2 hab./km². De los 7211 habitantes, el municipio de Franklin estaba compuesto por el 83.57% blancos, el 9.74% eran afroamericanos, el 0.57% eran amerindios, el 0.64% eran asiáticos, el 0.01% eran isleños del Pacífico, el 2.3% eran de otras razas y el 3.18% pertenecían a dos o más razas. Del total de la población el 5.78% eran hispanos o latinos de cualquier raza.